# 文法チェッカー
文法チェッカー（ぶんぽうチェッカー）とは、プログラムやワープロソフトで作成した文書などの文法の誤りをチェックするためのソフトウェアのこと。グラマーチェッカー（Grammar checker）とも。

## 英文法チェッカー
解析の方法にはパターンマッチングによる方法と、構文そのものを分解し処理していく方法がある。Microsoft WordやWordPerfectなどのワープロソフトの機能に含まれることがあるが、それらは機能的には初歩的な段階のミスを指摘するだけで、実用の域には達していないものがほとんどである。専用のアプリケーションとしてはMacOS 9およびXで作動するGrammarianが有名。しかしながら、2005年10月時点ではWindows向けの信頼できるアプリケーションは日本では販売されていない。

## 日本語チェッカー
Microsoft Wordの文章校正ツールや、ATOKの校正支援モードなど。